# Мегорский, Василий Петрович
Василий Петрович Мегорский (1872—1940) — русский историограф, краевед.

## Биография
Родился в многодетной семье настоятеля Кузарандской церкви, протоиерея Петра Мегорского. Василий был пятым ребенком. В 1876 году отца перевели настоятелем в Кончезерскую церковь. В 1888 года отец умер и семья осталась практически без средств к существованию.
В 1891—1894 годах Василий Мегорский учился в Олонецкой духовной семинарии. После окончания семинарии в 1894 году поступил на историческое отделение историко-филологического факультета Императорского Варшавского университета. В 1899 году защитил в качестве выпускной кандидатской диссертации научное исследование — «Из истории Олонецкого края в первую четверть XVIII столетия» и ему была присвоена учёная степень кандидата.
С 1900 года — контролёр Государственного банка в Петербурге. В свободное от службы время собирал материалы по истории Олонецкой губернии, опубликовал в начале 1900-х годов в Олонецких губернских ведомостях и Морском сборнике очерки — «Осударева дорога» (о походе Петра I от Белого моря до Онежского озера), «Начальные лица в Олонецком крае в царствование Петра Великого», «Предания об основании Петрозаводска» и «Лодейнопольская верфь в царствование Петра Великого».
С целью повышения своей квалификации как историка-исследователя, в 1903 году поступил, без отрыва от службы, в Санкт-Петербургский археологический институт, в этот же год в «Военном Сборнике» № 8 была опубликована статья «Осударева дорога» и приведен подробный перечень литературы по данному вопросу, а в 1905 году окончил археологический институт в звании действительного члена.
Помимо службы чиновником и исследовательской работы по изучению Олонецкого края, Мегорский стал одним из учредителей созданного в 1908 году в Петербурге «Общества олончан», объединившего около 300 выходцев из Олонецкой губернии. Мегорский был избран членом правления и секретарём созданного общества. Кроме этого Мегорский принимал активное участие в деятельности «Общества ревнителей истории», объединившего выпускников Санкт-Петербургского археологического института. В 1914 году в Вестнике общества ревнителей истории была опубликована его статья «Олонецкие марциальные воды при Петре Великом».
Изучая историю Олонецких горных заводов опубликовал очерки — «Горнозаводская деятельность в Олонецком крае при Петре Великом» и «Дело архива Горного департамента за № 1317/634».
В 1920—1930 годах работал учителем на станции Сиверская под Петроградом. В 1931 году по болезни вышел на пенсию. Умер 18 декабря 1940 года в Ленинграде.
В архиве Карельского научного центра РАН хранятся рукописи Мегорского — «Горнозаводская деятельность в Олонецком крае при Петре Великом» и «Петрозаводск при Петре Великом», а также незавершённая статья «Положение олонецкого населения в Петровскую эпоху».